# Алоян, Михаил Суренович
Михаи́л Суре́нович Алоя́н (имя при рождении — Ми́ша Суре́нович Алоя́н; род. 23 августа 1988, Бамбакашат, Армянская ССР) — российский боксер-профессионал, курдо-езидского происхождения, выступающий во второй наилегчайшей и легчайшей весовых категориях. Заслуженный мастер спорта России (2010), бронзовый призёр Олимпийских игр 2012 года, двукратный чемпион мира (2011, 2013), обладатель Кубка мира (2008), чемпион Европы (2010), четырёхкратный чемпион России (2009—2011, 2014) в любителях.
Среди профессионалов действующий чемпион по версии WBA Gold (2019—2022) во 2-м наилегчайшем весе и бывший претендент на титул чемпиона мира по версии WBO (2018) в легчайшем весе.

## Биография
Родился 23 августа 1988 года в селе Бамбакашат Октемберянского района Армянской ССР (ныне Армавирская область Республики Армения); при рождении получил имя Миша. В 1997 году его семья переехала в российский город Новокузнецк, где он начал заниматься боксом под руководством Николая Салихова. Позднее переехал в Новосибирск.
Одним из тренеров спортсмена был Николай Васильевич Кутловский.

## Любительская карьера
В 2007 году был чемпионом России и чемпионом Европы среди молодёжи. В 2008 году дошёл до финала чемпионата России среди взрослых, после чего его впервые включили в состав национальной сборной России на Кубке мира в Москве. Миша Алоян смог выиграть эти соревнования. В решающем бою он взял верх над известным кубинским боксёром, призёром чемпионата мира и Олимпийских игр Андри Лаффитой. После этого с Мишей на постоянной основе начал работать заслуженный тренер России Эдуард Кравцов.
В 2009 году для определения состава российской национальной сборной в городе Чехов был проведён турнир с участием сильнейших боксёров России. Победив в финале своего главного конкурента за место в сборной, трёхкратного чемпиона Европы Георгия Балакшина, Миша Алоян выиграл эти соревнования и получил право представлять Россию на чемпионате мира в Милане. Дойдя до полуфинала, в бою с монголом Тогсцогтом Нямбаярыном он на протяжении двух первых раундов вёл в счёте, но в последнем раунде растерял имевшееся преимущество и стал бронзовым призёром.
В ноябре 2009 года Миша Алоян впервые выиграл чемпионат России. В финале он снова оказался сильнее Георгия Балакшина и таким образом утвердился в статусе лидера российской сборной в своей весовой категории.
В 2010 году на чемпионате Европы в Москве одержал победы во всех четырёх боях и завоевал звание чемпиона Европы. Как и в финале молодёжного чемпионата Европы 2007 года в решающем поединке этого турнира Миша боксировал против британца Халида Яфаи и снова уверенно выиграл у него по очкам.
В 2011 году Миша Алоян в третий раз стал чемпионом России и вошёл в состав российской сборной на чемпионате мира в Баку. Из-за Карабахского конфликта как и боксёры, представляющие Армению, он столкнулся там с негативным отношением зрителей. Каждое его появление на ринге сопровождалось освистыванием и оскорбительными выкриками с трибун, а после победы Алояна над азербайджанским боксёром Эльвином Мамишзаде организаторы чемпионата были вынуждены выделить ему дополнительную охрану. Несмотря на такое психологическое давление Миша Алоян стал единственным российским боксёром, который дошёл до финала и завоевал золотую медаль этих соревнований. С победой на чемпионате мира его поздравили мэр Новосибирска Владимир Городецкий и президент России Дмитрий Медведев.
В 2014 году в Ростове Михаил Алоян в четвертый раз стал чемпионом России.
Будучи действующим чемпионом мира, Михаил Алоян был одним из главных фаворитов в своей весовой категории на Олимпийских играх в Лондоне. Он уверенно дошёл до полуфинала, но там в равном бою вновь проиграл монгольскому боксёру Тогсцогту Нямбаярыну и стал обладателем бронзовой медали. Серебряный призёр Олимпиады в Рио-де-Жанейро (2016).
Из обнародованных хакерской группой Fancy Bears второй части документов из базы данных Всемирного антидопингового агентства (WADA) стало ясно, что Алоян сдал положительный допинг-тест на туаминогептан в соревновательный период в последний день Игр 21 августа 2016 года. По версии его тренера Эдуарда Кравцова, Алоян до Олимпиады использовал средство от насморка «Ринофлуимуцил», которое разрешено вне соревнований. В ходе рассмотрения дела CAS выяснилось, что врач сборной Сергей Клягин не оформлял документы на терапевтическое исключение, но в личном разговоре с Алояном отвечал, что все оформлено должным образом. Решением Спортивного арбитражного суда (CAS) Алоян будет лишён серебра Олимпийских игр 2016 года из-за употребления допинга. 16 июня 2017 года спортивный арбитражный суд отклонил апелляцию, боксёр заявил о готовности выполнить требование МОК и вернуть комитету серебряную медаль.

## Профессиональная карьера
11 мая 2017 года, единогласным решением судей победив опытного никарагуанца Ядера Кардосу (22-11-1) со счетом 100-90 дважды и 99-91, успешно дебютировал на профессиональном ринге.

### Участие в турнире World Boxing Super Series
Летом 2018 года было объявлено, что Алоян примет участие во 2-м сезоне Всемирной боксёрской суперсерии.

#### Бой с Золани Тете
13 октября 2018 года, в рамках четвертьфинала турнира World Boxing Super Series 2, проиграл единогласным решением судей (счёт: 111—114, 110—115, 111—114) чемпиону мира по версии WBO в легчайшем весе южноафриканцу Золани Тете (27-3).

#### Бой с Роналом Батистой
10 декабря 2019 года единогласным решением судей (счёт: 119—108, 117—110, 119—108) победил панамца Ронала Батиста (12-1), и завоевал вакантный титул чемпиона по версии WBA Gold во 2-м наилегчайшем весе.

#### Бой с Дэвидом Баррето
В 22 февраля 2022 года Михаил Алоян победил раздельным решением судей венесуэльца Дэвида Баррето, и в третий раз завоевал вакантный титул чемпиона по версии WBA Gold, после чего объявил о завершении карьеры боксёра.

## Статистика профессиональных боёв
В таблице перечислены результаты всех поединков боксёров.
В каждой строке указан результат поединка. Дополнительно номер поединка обозначен цветом, который обозначает итог поединка. Расшифровка обозначений и цветов представлена в нижеследующей таблице.
| Пример | Расшифровка                     |
| ------ | ------------------------------- |
|        | Победа                          |
|        | Ничья                           |
|        | Поражение                       |
|        | Планируемый поединок            |
|        | Поединок признан несостоявшимся |
| КО     | Нокаут                          |
| ТКО    | Технический нокаут              |
| PTS    | Решение судей (по очкам)        |
| UD     | Единогласное решение судей      |
| MD     | Решение большинства судей       |
| SD     | Раздельное решение судей        |
| RTD    | Отказ от продолжения боя        |
| DQ     | Дисквалификация                 |
| NC     | Поединок признан несостоявшимся |

| 9 поединков, 8 побед (1 нокаутом), 1 поражение. | 9 поединков, 8 побед (1 нокаутом), 1 поражение. | 9 поединков, 8 побед (1 нокаутом), 1 поражение. | 9 поединков, 8 побед (1 нокаутом), 1 поражение. | 9 поединков, 8 побед (1 нокаутом), 1 поражение. | 9 поединков, 8 побед (1 нокаутом), 1 поражение. | 9 поединков, 8 побед (1 нокаутом), 1 поражение.                                                                                     | 9 поединков, 8 побед (1 нокаутом), 1 поражение. |
| Бой                                             | Рекорд                                          | Дата боя                                        | Соперник                                        | Место проведения боя                            | Раундов, время                                  | Дополнительно |                                                 |
| ----------------------------------------------- | ----------------------------------------------- | ----------------------------------------------- | ----------------------------------------------- | ----------------------------------------------- | ----------------------------------------------- | --- | ----------------------------------------------- |
| 9                                               | 8-1                                             | 22 февраля 2022                                 | Дэвид Баррето (16-1)                            | «Крылья Советов», Москва, Россия                | MD 10 (10)                                      | Завоевал вакантный титул чемпиона по версии WBA Gold во 2-м наилегчайшем весе. Счёт судей: 98-92, 99-91, 95-95.                     |                                                 |
| 8                                               | 7-1                                             | 22 июля 2021                                    | Мчанья Йохана (12-2)                            | Волейбольная арена «Динамо», Москва, Россия     | UD 10 (10)                                      | Счёт судей: 99-91 (трижды). |                                                 |
| 7                                               | 6-1                                             | 4 июня 2021                                     | Александр Грищук (16-4)                         | Сибур Арена, Санкт-Петербург, Россия            | RTD 8 (12), 3:00                                | Завоевал вакантный титул чемпиона по версии WBA Gold во 2-м наилегчайшем весе.                                                      |                                                 |
| 6                                               | 5-1                                             | 10 декабря 2019                                 | Ронал Батиста (12-1)                            | Кемерово, Россия                                | UD 12 (12)                                      | Счёт: 117-110, 119-108 (дважды). Завоевал вакантный титул чемпиона по версии WBA Gold во 2-м наилегчайшем весе.                     |                                                 |
| 5                                               | 4-1                                             | 13 октября 2018                                 | Золани Тете (27-3)                              | Екатеринбург-Экспо, Екатеринбург, Россия        | UD 12 (12)                                      | Счёт: 110-115, 111-114 (дважды). Бой за титул чемпиона мира по версии WBO (3-я защита Тете) в легчайшем весе, четвертьфинал WBSS 2. |                                                 |
| 4                                               | 4-0                                             | 3 февраля 2018                                  | Александр Эспиноза (15-0-2)                     | ЛД «Большой», Сочи, Россия                      | SD 10 (10)                                      | Счёт: 96-95, 96-94, 94-96. Защитил титул чемпиона по версии WBA International во 2-м наилегчайшем весе.                             |                                                 |
| 3                                               | 3-0                                             | 9 декабря 2017                                  | Гермоген Элизабет Кастильо (12-0)               | Кемерово, Россия                                | SD 10 (10)                                      | Счёт: 100-90, 98-92, 94-96. Завоевал вакантный титул чемпиона по версии WBA International во 2-м наилегчайшем весе.                 |                                                 |
| 2                                               | 2-0                                             | 22 июля 2017                                    | Марвин Солано (19-1)                            | Москва, Россия                                  | UD 12 (12)                                      | Счёт: 119-108, 118-110, 117-110. Завоевал вакантный титул чемпиона по версии WBC Silver во 2-м наилегчайшем весе.                   |                                                 |
| 1                                               | 1-0                                             | 11 мая 2017                                     | Ядер Кардоса (22-11-1)                          | Кемерово, Россия                                | UD 10 (10)                                      | Счёт: 99-91, 100-90 (дважды). Дебют в профессиональном боксе.                                                                       |                                                 |

## Личная жизнь
15 октября 2011 года Миша Алоян женился на студентке факультета стоматологии 3-го курса НГМУ Грете. Церемония состоялась во Дворце бракосочетаний г. Новосибирска.
В 2012 году официально сменил имя Миша на Михаил

## Взгляды
4 марта 2022 года в соц. сети Instagram, Алоян опубликовал видео в котором поддержал паралимпийцев России, а также действия Путина и российскую спецоперацию против Украины.

## Государственные награды
- Медаль ордена «За заслуги перед Отечеством» I степени (25 августа 2016 года) — за высокие спортивные достижения на Играх XXXI Олимпиады 2016 года в городе Рио-де-Жанейро (Бразилия), проявленные волю к победе и целеутремленность[22].
- Медаль ордена «За заслуги перед Отечеством» II степени (13 августа 2012 года) — за большой вклад в развитие физической культуры и спорта, высокие спортивные достижения на Играх XXX Олимпиады 2012 года в городе Лондоне (Великобритания)[23].